# Cronologia dos Jogos Olímpicos de Verão de 1896
Esta é uma cronologia dos Jogos Olímpicos de Verão de 1896 em Atenas, Grécia. O período dos Jogos é entre os dias 6 de abril a 15 de abril, equivalmente ao calendário juliano, os dias 25 de março a 3 de abril na Grécia.

## Calendário
| ● | Cerimônia de abertura |  | Competições | ● | Finais de competições | ● | Cerimônia de encerramento |

| Abril          | 6 | 7 | 8 | 9 | 10 | 11 | 12 | 13 | 14 | 15 | Finais |
| -------------- | - | - | - | - | -- | -- | -- | -- | -- | -- | ------ |
| Cerimônias     | ● |   |   |   |    |    |    |    |    | ●  |        |
| Atletismo      | ● | ● |   | ● | ●  |    |    |    |    |    | 12     |
| Ciclismo       |   |   | ● |   |    | ●  | ●  | ●  |    |    | 6      |
| Esgrima        |   | ● |   | ● |    |    |    |    |    |    | 3      |
| Ginástica      |   |   |   | ● | ●  |    |    |    |    |    | 8      |
| Halterofilismo |   | ● |   |   |    |    |    |    |    |    | 2      |
| Lutas          |   |   |   |   |    | ●  |    |    |    |    | 1      |
| Natação        |   |   |   |   |    | ●  |    |    |    |    | 4      |
| Tênis          |   |   |   |   |    | ●  |    |    |    |    | 2      |
| Tiro           |   |   |   | ● | ●  | ●  | ●  |    |    |    | 5      |
| Finais         | 2 | 8 | 1 | 9 | 8  | 12 | 2  | 1  | 0  | 0  | 43     |

## 6 de abril (CJ: 25 de março)
Cerimônia de abertura
- A cerimônia de abertura dos primeiros Jogos Olímpicos modernos é realizada no Estádio Panathinaiko, iniciando às 15 horas no horário local.[1][2][3]

Atlelismo
- A corrida dos 100 metros é um evento preliminar com atletas de 21 países diferentes entre eles os três atletas gregos. Os primeiros dois atletas de cada rodada poderiam competir nos finais.[1][4][3]
- O norte-americano James Connolly torna-se o primeiro campeão olímpico da história moderna, na prova do salto triplo.[1][5]

## 7 de abril (CJ: 26 de março)
Atletismo
- Edwin Flack vence a prova dos 1500 metros e torna-se o primeiro campeão olímpico da Austrália.[6]

Esgrima
- Leonidas Pyrgos torna-se o primeiro medalhista olímpico grego, na prova do Florete masters.[7][8]

## 8 de abril (CJ: 27 de março)
Tênis
- Inicia o torneio de simples masculino e de duplas masculinas do tênis.[9][10]

## 10 de abril (CJ: 29 de março)
Atlelismo
- O pastor de ovelhas, Spiridon Louis, torna-se o campeão olímpico grego e o primeiro homem a vencer uma maratona olímpica.[11][12]

## 11 de abril (CJ: 30 de março)
Natação
- Alfréd Hajós, da Hungria, torna-se o primeiro campeão olímpico na natação e o primeiro a conquistar duas medalhas de ouro após ganhar as provas dos 100 metros livre e 1200 metros livre.[13]
- Paul Neumann torna-se o primeiro campeão olímpico da Áustria ao vencer a prova dos 500 metros livre.[13]

Tênis
- O britânico John Pius Boland torna-se o primeiro campeão olímpico da história do tênis ao vencer os  torneios de simples masculino e de duplas masculinas com o atleta alemão Friedrich Traun.[14][15]

## 13 de abril (CJ: 1 de abril)
Ciclismo
- O último vencedor é o austríaco Adolf Schmal na corrida de 12 horas.[16][17]
- A corrida de 12 horas é o último evento dos  primeiros Jogos Olímpicos de Verão.[18][19]

## 14 de abril (CJ: 2 de abril)
- A cerimônia oficial de encerramento é adiada devido a mau tempo.[20][21]

## 15 de abril (CJ: 3 de abril)
Cerimônia de encerramento
- A cerimônia de encerramento é realizada depois de ser adiada do dia anterior devido à chuva. No fim da cerimônia, o rei Jorge I da Grécia exclama em voz alta: Declaro o fim dos primeiros Jogos Olímpicos Internacionais.[22]